# Cristian Ceballos
Cristian Ceballos Prieto (Santander, 3 dicembre 1992) è un ex calciatore spagnolo, di ruolo attaccante.

## Carriera
Cresciuto nel Barcellona, viene acquistato ancora giovanissimo dal Tottenham. Due anni dopo viene ceduto in prestito annuale all'Arouca, dove disputa un discreto campionato, collezionando 19 presenze ed un gol (contro il Braga). A fine stagione fa ritorno al Tottenham.
Non rientrando nei piani della società, al termine della stagione 2014-2015 viene annunciato che il suo contratto in scadenza non sarà rinnovato. Il 23 luglio 2015 firma un contratto triennale con il Charlton, squadra militante nel Championship (seconda divisione inglese). Nella sua prima stagione al Charlton gioca solo 7 partite (comprese le coppe nazionali).